# بخش لاکنو
بخش لاکنو (به انگلیسی: Lucknow district) یک منطقهٔ مسکونی در هند است که در Lucknow Division واقع شده‌است. بخش لاکنو ۲٬۵۲۸ کیلومتر مربع مساحت و ۴٬۵۸۹٬۸۳۸ نفر جمعیت دارد.